# Dianthus cribrarius
Dianthus cribrarius là loài thực vật có hoa thuộc họ Cẩm chướng. Loài này được Clementi mô tả khoa học đầu tiên năm 1855.